# 竹节石
竹节石是一类已经绝灭的海生无脊椎动物，其归类尚未明确，目前通常根据竹节石化石的壳壁结构和成分以及壳体形态，将该类动物作为软体动物门中的一纲，即竹節石綱（學名：Tentaculita）。
牠們生活於奧陶紀早期到侏羅紀，以懸浮物為食，幾乎遍佈全球。

## 分类
過往根据竹节石壳壁的厚度、初房形态和有无隔壁将竹节石纲划分为3个目：
- 竹节石目（Tentaculitida）
- 等环节石目（Homoctenida）
- 珠胚节石目（Dacryoconarida）

現時這個綱分為下列四個目，以及一個地位未定的屬：
- 竹节石目（Tentaculitida）
- 角管蟲目（Cornulitida）
- 小殼蟲目（Microconchida）
- 鑽管蟲目（Trypanoporida）
- 屬 Anticalyptraea

## 延伸閱讀
- The Paleontology Database

## 外部連結
- 維基物種上的相關：竹节石